# Dixie Alley

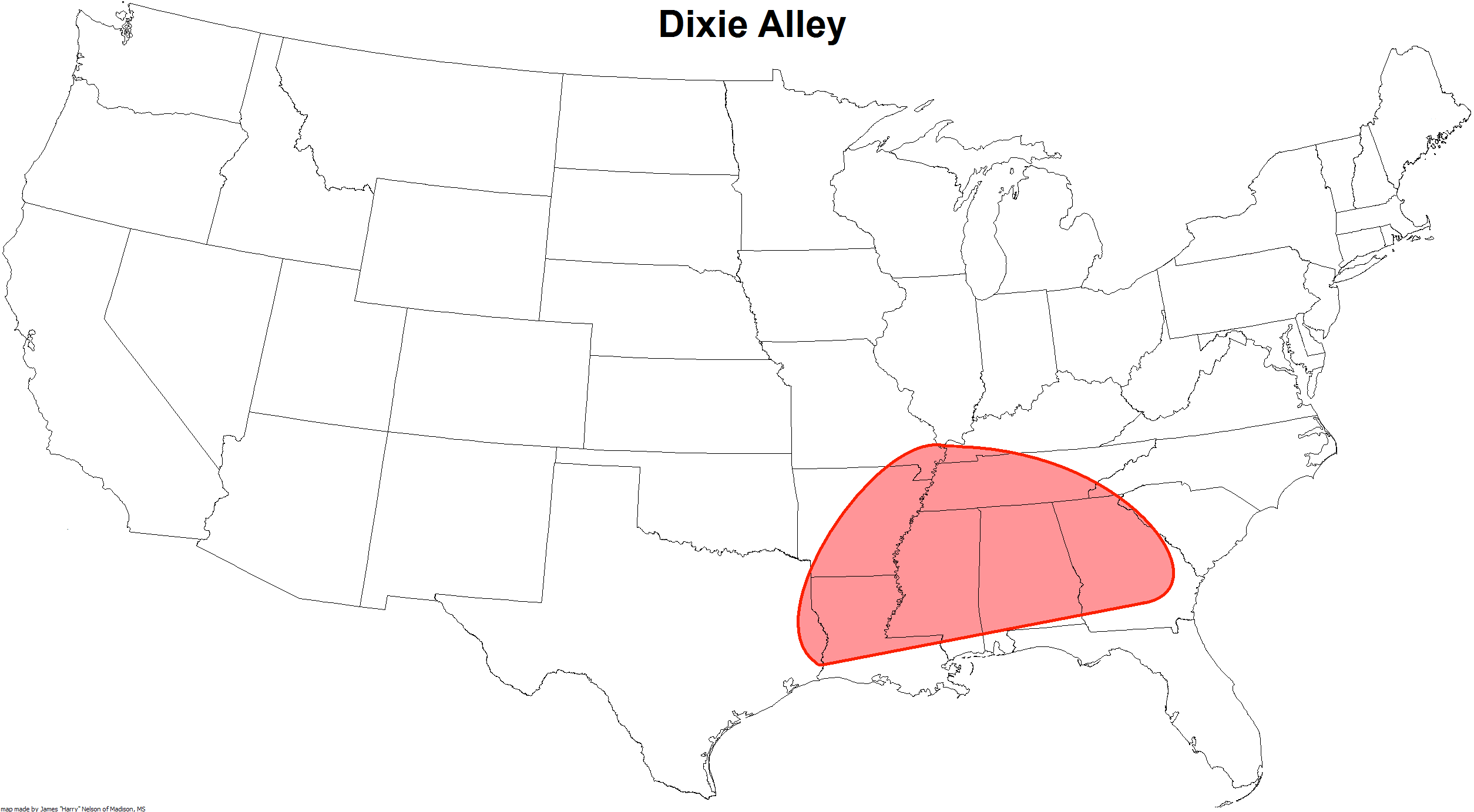
Die Dixie Alley

Die Dixie Alley ist eine Region im Südosten der Vereinigten Staaten, die für ihre hohe Tornadoaktivität bekannt ist. Im Gegensatz zur bekannten Tornado Alley im Mittleren Westen zeichnen sich Tornados in der Dixie Alley durch eine hohe Aktivität nachts sowie im Herbst und im Winter aus.

## Geografie
Die Dixie Alley umfasst in der Regel Teile der Bundesstaaten Mississippi, Alabama, Tennessee, Arkansas, Louisiana, Georgia, Kentucky und Teile von Texas. Die genaue Abgrenzung ist nicht einheitlich definiert und variiert je nach Quelle. Der Begriff beschreibt eher eine meteorologische Risikozone als eine fest umrissene geografische Region.

## Unterschiede zur Tornado Alley
Während die klassische Tornado Alley vor allem in den Frühjahrsmonaten aktiv ist, treten in der Dixie Alley Tornados häufiger im Herbst und Winter sowie in den Nachtstunden auf. Dies erhöht das Risiko für die Bevölkerung, da nächtliche Tornados schwerer zu erkennen sind und viele Menschen im Schlaf überrascht werden.
Zudem ist die Region dichter besiedelt als der Mittlere Westen. Viele Menschen leben in mobileren oder weniger sturmsicheren Häusern, was zu höheren Opferzahlen bei schweren Unwettern führen kann. Auch die hügelige und bewaldete Landschaft erschwert die frühzeitige Sichtung von Tornados.

## Gefährdungspotenzial
Die Dixie Alley gilt als besonders gefährlich, weil regelmäßig starke Tornados auftreten, die oft hohe Opferzahlen fordern. Viele der tödlichsten Tornadoereignisse der US-Geschichte ereigneten sich in dieser Region. Ursache dafür sind unter anderem die hohe Luftfeuchtigkeit, starke Windscherungen und warme Luftmassen vom Golf von Mexiko, die häufig ideale Bedingungen für die Bildung von Superzellen und damit von Tornados schaffen.

## Ursprung des Begriffs
Der Begriff „Dixie Alley“ wurde erstmals in den 1970er-Jahren geprägt, um die Tornadogefahr im Südosten der USA besser zu beschreiben. „Dixie“ bezieht sich dabei auf die historische Südstaatenregion der Vereinigten Staaten. Der Begriff wird seitdem in der meteorologischen Forschung und Berichterstattung regelmäßig verwendet.